# Villa quinqueguttata
Villa quinqueguttata är en tvåvingeart som beskrevs av Roberts 1928. Villa quinqueguttata ingår i släktet Villa och familjen svävflugor. Inga underarter finns listade i Catalogue of Life.